# Dale Keown
Dale Keown (Grand Prairie, 23 de juliol de 1962) és un dibuixant de còmics canadenc conegut per les seves publicacions a The Incredible Hulk i el seu còmic Pitt, propietat del seu creador.

## Carrera
Keown va començar a treballar en còmics el 1986 dibuixant diverses sèries per a Aircel Comics, com Samurai, Elflord, Dragon Ring (més tard Dragonforce) i Warlock 5.
Keown es va traslladar a Marvel Comics el 1989, on va treballar per primera vegada a Nth Man: the Ultimate Ninja, abans de substituir Jeff Purves a The Incredible Hulk. Keown va treballar a Hulk amb l'escriptor Peter David, creant una de les etapes més memorables de la sèrie. David ha nomenat Keown com un dels tres artistes l'art dels quals ha coincidit molt amb les imatges que va concebre quan va escriure guions d'un còmic (els altres són George Pérez i Leonard Kirk).
Va marxar el 1993, per començar a publicar el seu Pitt, creat per ell mateix, a Image Comics. A Keown se li va oferir originalment l'estatus de "fundador" a Image després que Whilce Portacio es retirés per fer front a la malaltia de la seva germana però es va negar a causa de tenir antecedents penals que dificultaven viatjar fora del Canadà. El 1995, la publicació de Pitt es va traslladar a la pròpia empresa de Keown, Full Bleed Studios.
Finalment va començar a treballar per a altres empreses una vegada més, dibuixant The Darkness per a Top Cow i fent equip amb Peter David una vegada més amb Hulk: The End per a Marvel. Keown també va dibuixar un crossover presentant The Darkness amb Hulk.
El 2009 Keown va il·lustrar el crossover de tres números de The Darkness / Pitt, que va ser escrit per Paul Jenkins. Va anar precedit per un llibre de previsualització especial publicat el desembre de 2006.
Keown va treballar amb Milo Ventimiglia a Berserker de Top Cow Productions, que es va estrenar el juny de 2009.

### Aircel Publishing
- Dragonforce núm. 1-12 (1988–89) -des del número 5 va ser publicat per Malibu Comics-
- Dragonring núm. 9-15 (1987–88)
- Samurai núm. 13-16 (art complet); núm. 23 (entre altres artistes) (1986–87)
- Warlock 5 núm. 16-17 (1988)

### DC
- Superman, vol. 2, núm. 170 (2001)

### Image
- Darkness, vol. 2, núm. 1-6 (2002)
- The Darkness/ Pitt núm. 1-3 (2009)
- Pitt núm. 1-20 (1993–99) -del número 10 va ser publicat per Full Bleed Studios-
- Tomb Raider: Journeys (Darkness) núm. 8 (2002)
- Youngblood (Pitt) núm. 4 (1993)

### Marvel
- Incredible Hulk núm. 367, 369-377, 379, 381-388, 390-393, 395-398 (1990-1992)
- Hulk: The End, one-shot (2002)
- Incredible Hulk: Last Call núm. 1 (2019)
- Maestro (Vol. 1) núm.1-3, 5 (2020)
- Giant-Size Hulk núm. 1 (2006)
- Avengers (Vol. 5) núm. 34.1 (2014)
- Avengers (Vol. 8) núm. 26, 39 (2019-2020)
- Heroes Reborn (Vol. 2) núm. 2 (2021)
- Nth Man (Vol. 1) #8 (1990)

### Image/Marvel
- Hulk/Pitt, one-shot (1996)
- The Darkness/Hulk, one-shot (2004)